# Második Groza-kormány
Az 1946 novemberében megrendezett választásokat követően Petru Groza miniszterelnök december 1-jével átszervezi kormányát, amelyben nem kapott helyet Emil Hațieganu és Mihail Romniceanu; valamennyi tárca a Demokratikus Pártok Blokkjához (PCR, PSD, PNL-T, Ekésfront, PNR, PNȚ-AA) tartozó politikusok kezébe került. 1947. december 30-án eltávolították az ország éléről I. Mihály királyt és még ugyanazon a napon kikiáltották a Román Népköztársaságot. A 393/1947. törvény érvénytelenítette az 1923-as alkotmányt is, és ezzel új szakaszt nyitott a román politikai fejlődésben.

## Kormányösszetétel
A második Groza-kormány összetétele – 1946. december 1-től 1947. december 29-éig
| Kép | Név                    | Tisztség                                                                                | Párt                                     | Megjegyzés |
| --- | ---------------------- | --------------------------------------------------------------------------------------- | ---------------------------------------- | ---------- |
|     | dr. Petru Groza        | Miniszterelnök                                                                          | Ekésfront                                | pártelnök  |
|     | Gheorghe Tătărăscu     | Külügyminiszter és egyben miniszterelnök-helyettes (1947. november 5-éig.)              | Nemzeti Liberális Párt-Tătărescu (PNL-T) |            |
|     | Ana Pauker             | Külügyminiszter (1947. november 6-ától.)                                                | Román Kommunista Párt (PCR)              |            |
|     | Teohari Georgescu      | Belügyminiszter                                                                         | Román Kommunista Párt (PCR)              |            |
|     | Alexandru Alexandrini  | Pénzügyminiszter (1947. november 5-éig.)                                                | Nemzeti Liberális Párt-Tătărescu (PNL-T) |            |
|     | Vasile Luca            | Pénzügyminiszter (1947. november 5-étől.)                                               | Román Kommunista Párt (PCR)              |            |
|     | Lucrețiu Pătrășcanu    | Igazságügy-miniszter                                                                    | Román Kommunista Párt (PCR)              |            |
|     | Ștefan Voitec          | Közoktatásügyi miniszter                                                                | Szociáldemokrata Párt (PSD)              |            |
|     | Octav Livezeanu        | Tájékoztatási miniszter                                                                 | Román Kommunista Párt (PCR)              |            |
|     | Ion Pas                | Művészeti miniszter                                                                     | Román Kommunista Párt (PCR)              |            |
|     | Radu Roșculeț          | Vallásügyi miniszter (1947. november 5-éig.)                                            | ?                                        |            |
|     | Stanciu Stoian         | Vallásügyi miniszter (1947. november 5-étől.)                                           | ?                                        |            |
|     | Mihail Lascăr          | Hadügyminiszter (1947. november 5-éig.)                                                 | Román Kommunista Párt (PCR)              | tábornok   |
|     | Emil Bodnăraș          | Hadügyminiszter (1947. november 5-étől.)                                                | Román Kommunista Párt (PCR)              | tábornok   |
|     | Traian Săvulescu       | Földművelésügyi miniszter                                                               | ?                                        |            |
|     | Gheorghe Gheorghiu-Dej | Nemzetgazdasági miniszter (1947. április 5-étől közlekedési és közmunkaügyi miniszter.) | Román Kommunista Párt (PCR)              |            |
|     | Tudor Ionescu          | Bányászati és olajügyi miniszter                                                        | ?                                        |            |
|     | Nicolae Profiri        | Hírközlési miniszter                                                                    | ?                                        |            |
|     | Ion G. Vântu           | Közmunkaügyi miniszter (1947. november 5-éig.)                                          | ?                                        |            |
|     | Theodor Iordăchescu    | Közmunkaügyi miniszter (1947. november 5-étől.)                                         | ?                                        |            |
|     | Lothar Rădăceanu       | Munkaügyi, közsegélyezési és társadalombiztosítási miniszter                            | Szociáldemokrata Párt (PSD)              |            |
|     | Florica Bagdasar       | Egészségügyi miniszter                                                                  | ?                                        |            |
|     | Romulus Zăroni         | Szövetkezeti miniszter                                                                  | ?                                        |            |